# Coolgardie-Esperance Highway
Der Coolgardie-Esperance Highway ist eine Fernverkehrsstraße im Süden des australischen Bundesstaates Western Australia. Er verbindet den Great Eastern Highway in Coolgardie mit dem South Coast Highway in Esperance an der Südküste.

## Verlauf
In Coolgardie zweigt der Coolgardie-Esperance Highway nach Süden vom Great Eastern Highway (N94) ab und übernimmt dessen Nummerierung. Durch trockenes, vegetationsarmes Land mit vielen Salzseen – besonders östlich der Route – führt er nach Süden. Nach 166 km erreicht er Norseman, wo von Osten der Eyre Highway (N1) mündet.
Als Teil des National Highway 1 (R1) führt der Coolgardie-Esperance Highway seinen Weg weitere 203 km nach Süden fort, bis er die Küstenstadt Esperance erreicht. Nach und nach ändert die Gegend ihr Gesicht, es gibt Wälder und je näher man der Küste kommt, umso mehr wird auch Landwirtschaft betrieben. In Esperance an der Großen Australischen Bucht endet die Fernstraße. Von dort führt der South Coast Highway (N1) in Richtung Westen entlang der Südküste Richtung Albany.